# Chân giò

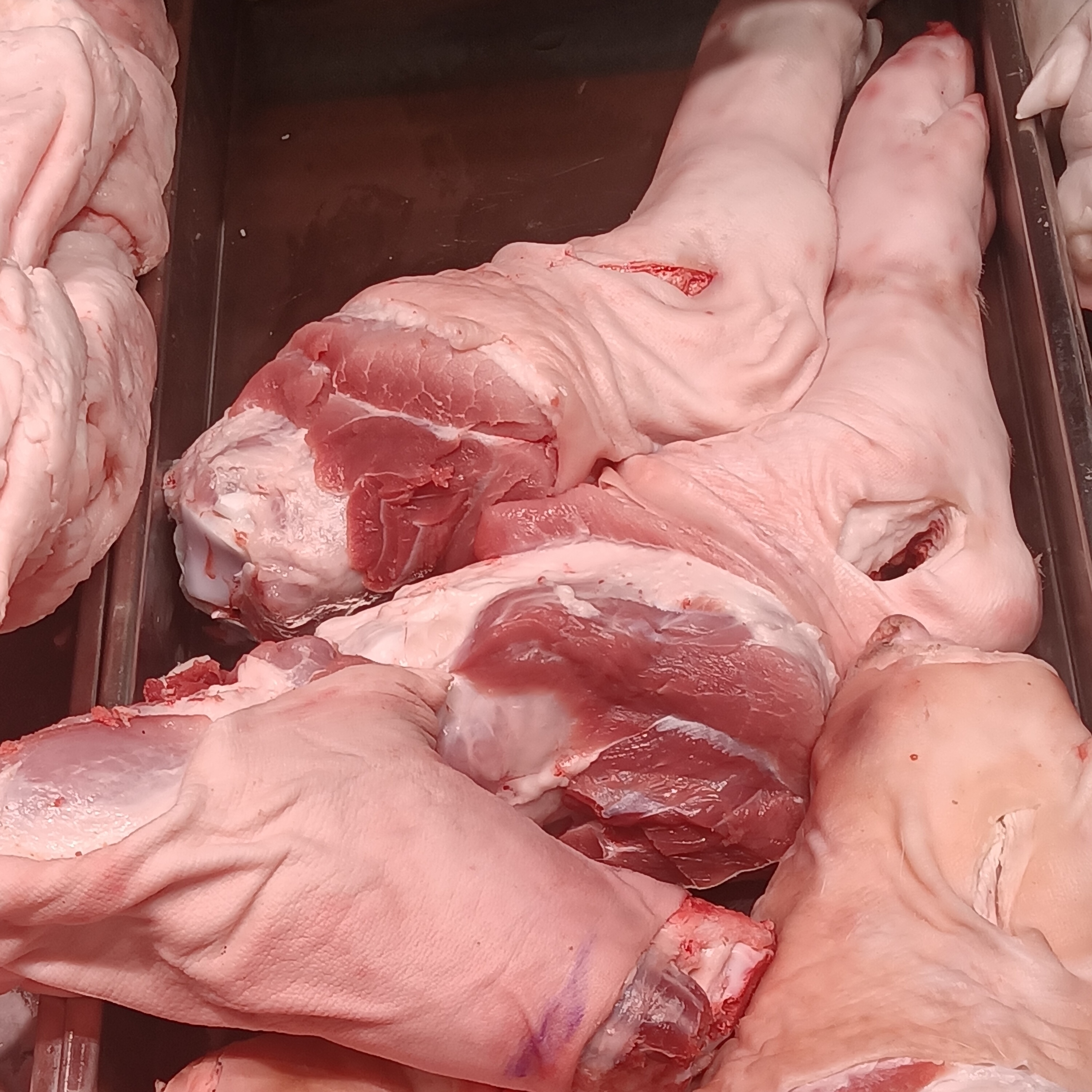
Chân giò sống được bày bán

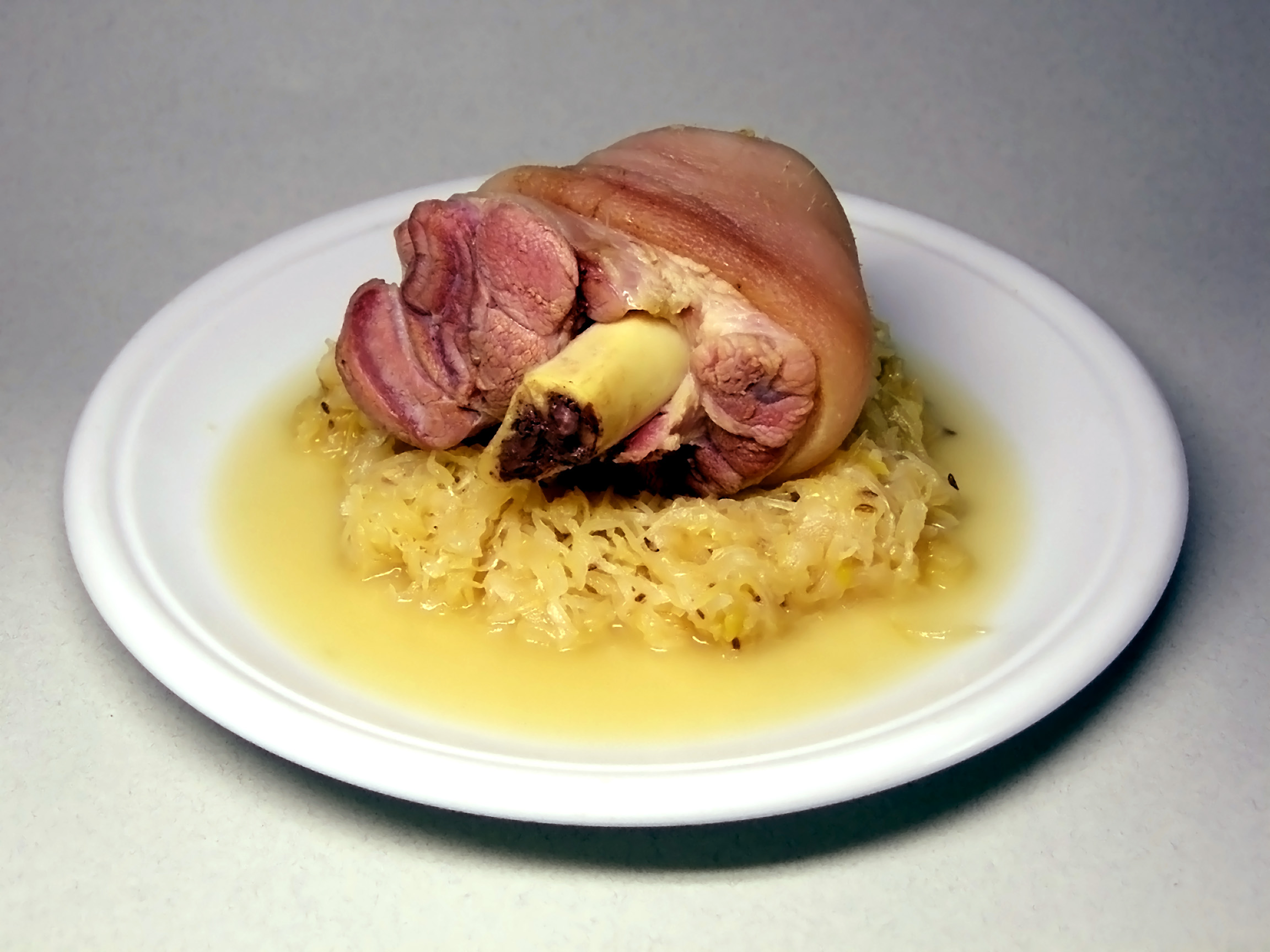
Một món chân giò

Chân giò hay sú giò/giò lợn hay gọi đơn giản là giò hay giò hầm là một món ăn thông dụng được chế biến từ nguyên liệu là giò của heo bằng phương pháp hầm. Phần giò này được lấy từ cổ chân trong đó có khớp giữa xương chày/xương mác đến móng chân được gắn liền với phần chân của con heo.

## Phân chia
Giò heo thường chia thành nhiều loại nhỏ gồm: 
- Giò móng là phần chân giò gắn với móng heo, phần giò này thường ít thịt, thịt sệt, nhiều da.
- Giò gân là phần giò nối tiếp móng giò, phần thịt này có chứa nhiều gân và da.
- Giò khoanh là phần trên ở giữa đến mé trên của chân giò heo và thường chia thành nhiều khoanh, phần giò này có nhiều da và nhiều mỡ, khi nấu các món hầm, kho sẽ cho ra phần ăn mỡ màng núng nính.
- Giò nạc là phần giò ở trên cùng sát với bắp và bả vai thịt heo, nơi tập trung nhiều nạc nhất.

## Giá trị

### Hàm lượng chất

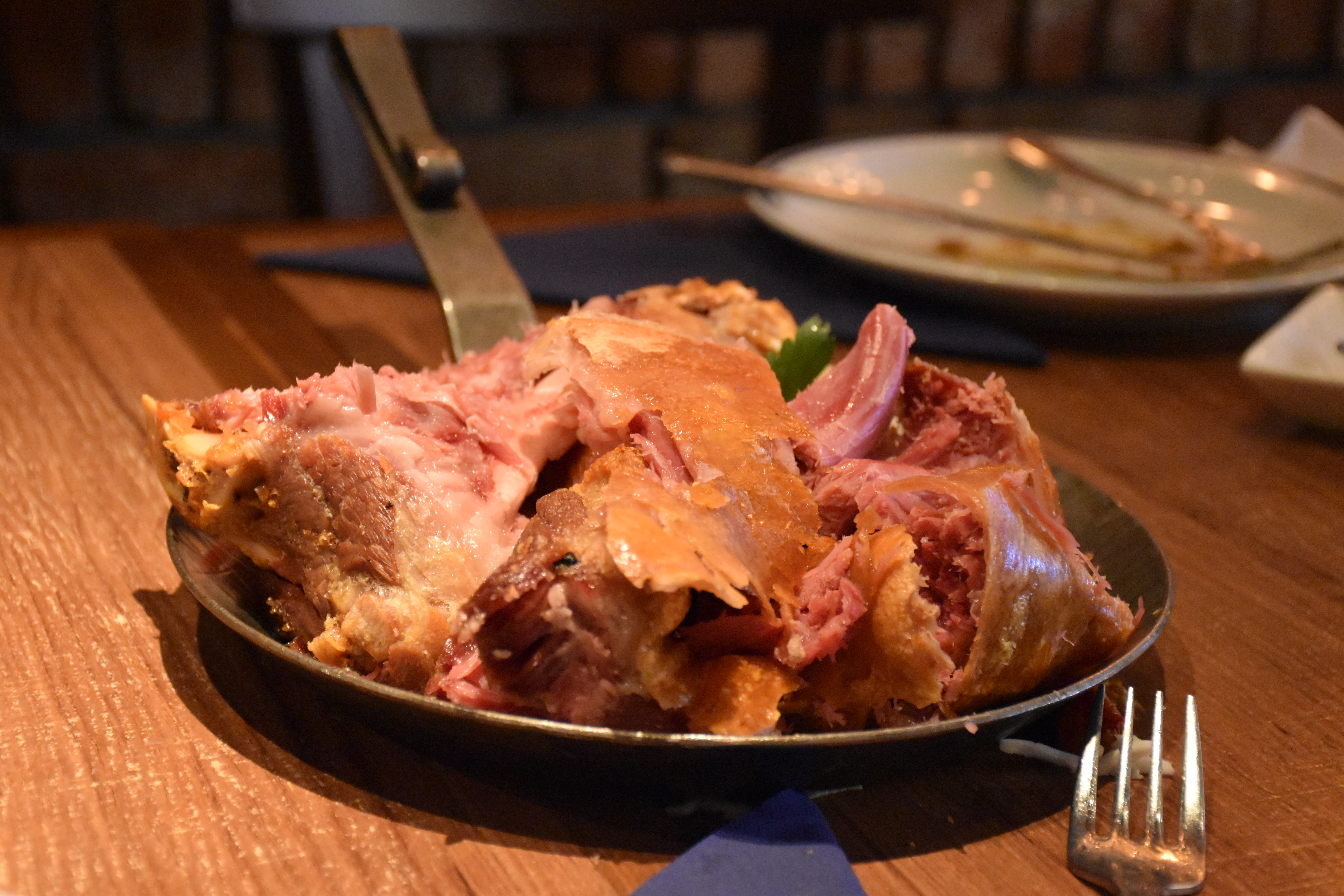
Món thịt chân giò kiểu Đức ở Hồng Kong

Theo dinh dưỡng học hiện đại, cứ trong mỗi 100g chân giò lợn có chứa khoảng:
- 17,7g protid
- 12,9g lipid
- 14 mg Ca, 288 mg Phosphor
- 2,5 mg Fe
- 0,53 mg Vitamin B1
- 0,22 mg Vitamin B2
- 5,2 mg Vitamin B3

Trong mỗi 100g móng giò cũng chứa:
- 21g protid
- 21,6g lipid
- 33 mg Ca
- 28 mg Phosphor
- 0,7 mg Fe
- 4 mg Mg
- 0,01 mg Mn
- 0,78 mg Zn
- 0,1 mg Cu
- Và nhiều sinh tố các loại.

Ngoài ra, móng giò còn có systine, myoglobin và rất giàu collagen.

### Móng giò
Móng giò mùi vị thơm ngon, giá trị dinh dưỡng cao. Đặc biệt món này ăn vào những ngày trời lạnh rất bổ dưỡng, tốt cho sức khỏe. Móng giò giàu dinh dưỡng có tác dụng bổ huyết, nhiều sắt và vitamin A, B. Ăn móng giò còn giảm suy nhược thần kinh, giúp ngủ ngon. Ngoài ra, chất keo trong móng giò còn giúp các tế bào da không bị khô nhăn nhờ đó da luôn căng bóng.
Nhiều công trình nghiên cứu của các nhà khoa học Trung Quốc đã chứng minh rằng: người già và người gầy yếu nếu thường xuyên ăn móng giò sẽ cải thiện được chức năng tích nước kém của các tế bào mô, thúc đẩy quá trình tạo hemoglobin và hồng cầu. Chân giò thúc đẩy quá trình tạo máu đặc biệt là món chân giò ninh măng, vốn quen thuộc trong ngày Tết, nếu được ăn ở mức vừa phải sẽ có lợi cho sức khỏe.

## Chế biến

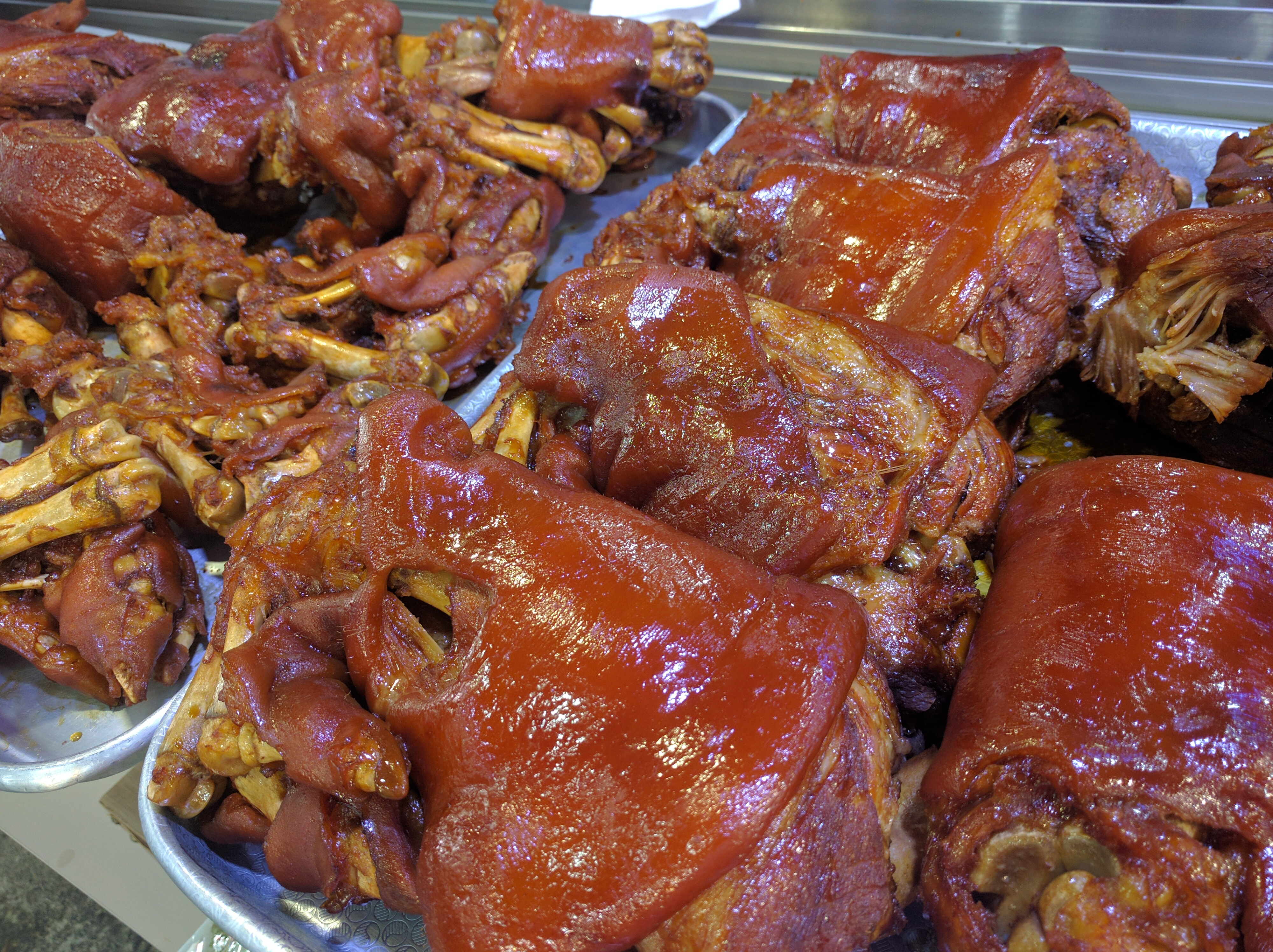
Một món chân giò béo múp mỡ màng núng nính

Việc hầm giò heo thường phải công phu và mất thời gian để có thể ninh nhừ nguyên liệu này cho chín mềm đều từ trong ra ngoài. Ngoài món chân giò hầm là phổ biến thì chân giò còn là nguyên liệu để chế biến nhiều món ăn ngon như: Giò heo chua ngọt, là một món ăn nguội, để ăn dần trong 15 ngày không hư, dùng như một món ăn khai vị hay món nhậu cho vui miệng những ngày xuân. Giò heo chiên muối có độ giòn rụm của da, béo ngậy của mỡ, mặn mòi của thịt nạc. Hương vị quyện vào nhau, tùy theo mỗi nơi người ta có cách làm món giò heo chiên muối khác nhau. Có nơi dùng đùi heo (loại vừa, đã rút xương, không quá lớn). Bắp giò heo chiên giòn, giò heo kho cay. Giò heo thui (nướng vàng). Chân giò bó thỏ. Chân giò nấu măng (một trong những món ăn trong mâm cỗ cúng gia tiên). Cân giò nấu giả cầy. Chân giò lợn chiên nước mắm....